# الإفطار في رمضان
الإفطار في رمضان هو وجبة يحرص المسلمون على تناولها عند غروب الشمس بعد صيام يوم كامل، وهو من أهم شعائر شهر رمضان المبارك. يفضل الإفطار على التمر أو الماء، وقد ورد في السنة النبوية تحفيز على ذلك. بعد انتهاء يوم الصيام، وبغروب الشمس والدخول في وقت أذان صلاة المغرب يكون الإفطار مستحب، لورود استحباب الإفطار في السنة النبوية، وقد ورد النهي عن وصال الصوم  . أما بخصوص الإفطار أثناء الصيام، فيختلف حكمه باختلاف الأحوال، فالإفطار يكون حراما بغير عذر شرعي(كالمرض أو السفر...) ، ويكون جائزا للمرخص له بالفطر كإفطار المريض، و الإفطار في السفر. ويحصل الإفطار بفعل أحد مبطلات الصوم.

## الإفطار أول الليل
من مستحبات الصوم: الإفطار عند بداية دخول أول الليل، وتعجيل الفطر، وعدم تأخيره، ويحصل ذلك ولو بيسير من الأكل والشرب، والأفضل أن يفطر الصائم بالتمر، وإن لم يجد فبشربة ماء. وفي الصحيحين: «إذا أقبل الليل من ههنا، وأدبر النهار من ههنا، وغربت الشمس؛ فقد أفطر الصائم.» ومعنى هذا: أن الليل ليس محلاً للصوم فيه، فيحصل الإفطار بمجرد دخول أول وقت صلاة المغرب،
وإنما كان تعجيل الإفطار مستحبا؛ للنهي عن وصال الصوم، فمواصل الصوم: يجهد نفسه في غير طاعة ربه.

## أحكام الإفطار في نهار رمضان

### تعمد الإفطار في نهار رمضان بغير عذر
يعد الإفطار في نهار رمضان بغير عذر: من الأمور المحرمة في الشرع الإسلامي؛ لأنه ترك ما فرض الله تعالى، وفي الحديث: «عن أبي هريرة قال: قال رسول الله صلى الله عليه وسلم: ""من أفطر يوما من رمضان في غير رخصة رخصها الله له لم يقض عنه صيام الدهر"(حديث ضعيف).»

قال في عون المعبود:
«قال المنذري: وأخرجه الترمذي والنسائي وابن ماجه وذكره البخاري تعليقا، قال: ويذكر عن أبي هريرة رفعه من أفطر يوما من رمضان من غير علة ولا مرض لم يقضه صيام الدهر وإن صامه وقال الترمذي: لا نعرفه إلا من هذا الوجه. ومعنى: "في غير رخصة": كسفر ومرض مبيح للإفطار.
لم يقض عنه: أي عن ثواب ذلك اليوم صيام الدهر: أي صومه فيه، فالإضافة بمعنى في، نحو مكر الليل.
قال الطيبي: أي لم يجد فضيلة الصوم المفروض بصوم النفل وإن سقط قضاؤه بصوم يوم واحد، وهذا على طريق المبالغة والتشديد.
وقال بعض العلماء: الظاهر أن صوم الدهر كله بنية القضاء عما أفطره من رمضان لا يجزئه، قال به علي وابن مسعود والذي عليه أكثر السلف أنه يجزئه يوم بدل يوم وإن كان ما أفطره في غاية الطول والحر وما صامه بدله في غاية القصر والبرد، ولا يكره قضاء رمضان في زمن، وشذ من كرهه في شهر ذي الحجة. ومن أفطر لغير عذر يلزمه القضاء فورا عقب يوم عيد الفطر ولعذر يسن له ذلك ولا يجب، انتهى كلام ذلك البعض بتلخيص.»

### الإفطار بغير عذر
الإفطار في نهار رمضان بغير عذر شرعي يعد معصية، إذا كان الإفطار عمدا بغير رخصة، من مسلم بالغ عاقل صحيح مقيم مطيق للصوم خال من الحيض والنفاس وسائر الأعذار المبيحة للفطر، والأحكام المتعلقة بمن أفطر يوما من رمضان متعمدا بلا عذر منها: أنه ارتكب معصية فيكون آثما ويلزمة التوبة والاستغفار، ويلزمه الإمساك بقية اليوم؛ مراعاة لحرمة الوقت، وعليه قضاء ذلك اليوم في أيام أخر، ومن الأحكام المتعلقة به: تفويت فضيلة الصوم في رمضان، وذلك أن فضائل الصوم كثيرة، وقد جاء في الحديث: «عن أبي هريرة قال قال رسول الله ﷺ: كل عمل ابن آدم يضاعف الحسنة بعشر أمثالها إلى سبع مائة ضعف ما شاء الله يقول الله إلا الصوم فإنه لي وأنا أجزي به يدع شهوته وطعامه من أجلي، للصائم فرحتان فرحة عند فطره وفرحة عند لقاء ربه ولخلوف فم الصائم أطيب عند الله من ريح المسك». وفي سنن الترمذي: «عن أبي هريرة قال قال رسول الله ﷺ: إن ربكم يقول: كل حسنة بعشر أمثالها إلى سبع مائة ضعف والصوم لي وأنا أجزي به الصوم جنة من النار ولخلوف فم الصائم أطيب عند الله من ريح المسك وإن جهل على أحدكم جاهل وهو صائم فليقل إني صائم».
ومتعمد الإفطار في نهار رمضان قد حرم نفسه من هذه الفضائل وسعى بذلك إلى تفويت ما أعده الله من الفضل والثواب، ثم إنه مهما حاول أن يستعيد هذه الفضيلة فلن يقدر على ذلك مهما عمل وفي الحديث: «عن أبي هريرة عن النبي صلى الله عليه وسلم أنه قال: من أفطر يوما في رمضان من غير رخصة رخصها الله لم يقض عنه صيام الدهر». والمعنى: أنه لو صام الدهر كله فلن يحصل بذلك على فضيلة اليوم الذي فوته على نفسه، فتفويت فضيلة يوم من رمضان لا يعدله صوم الدهر، وفي رواية: «عن أبي هريرة عن النبي صلى الله عليه وسلم قال من أفطر يوما من رمضان من غير رخصة رخصها الله عز وجل لم يقض عنه صيام الدهر وإن صامه». وفي رواية: «عن أبي هريرة عن النبي صلى الله عليه وسلم قال من أفطر يوما في رمضان من غير مرض ولا رخصة لم يقض عنه صيام الدهر كله وإن صامه».
الحاصل: أن للصوم في نهار رمضان يتميز بمجموعة من الخصائص متها: أنه صوم مفروض والفرض أفضل من النفل، وتعمد الفطر فيه بلا عذر يعد انتهاكا لحرمة الوقت، وتفويت الفضائل التي اختص بها شهر رمضان،
«عن أبي هريرة عن النبي صلى الله عليه وسلم أنه قال: من أفطر يوما في رمضان من غير رخصة رخصها الله لم يقض عنه صيام الدهر».
«عن أبي هريرة عن النبي صلى الله عليه وسلم أنه قال من أفطر يوما في رمضان من غير رخصة رخصها الله لم يقض عنه صيام الدهر».
«عن أبي هريرة عن النبي صلى الله عليه وسلم قال من أفطر يوما من رمضان من غير رخصة رخصها الله عز وجل لم يقض عنه صيام الدهر وإن صامه».
«عن أبي هريرة عن النبي صلى الله عليه وسلم قال من أفطر يوما من رمضان من غير رخصة رخصها الله عز وجل لم يقض عنه صيام الدهر وإن صامه»
«عن أبي هريرة عن النبي صلى الله عليه وسلم قال من أفطر يوما في رمضان من غير مرض ولا رخصة لم يقض عنه صيام الدهر كله وإن صامه».

### الإمساك لحرمة الوقت
الإمساك لحرمة الوقت هو الاستمرار في الصوم بعد بطلانه، وسببه مراعاة حرمة الوقت في نهار رمضان خاصة، ويكون في حق من بطل صومه في نهار رمضان، وهو مثل فساد الحج، حيث يلزم من أفسد حجه المضي في فاسده، وهو بخلاف الصلاة مثلا، فمن بطلت صلاته لا يستمر فيها، بل يخرج منها إن أمكنه ذلك، ومن بطل صومه بما يبطل به الصوم؛ لا يعد في الشرع صائما؛ لأن بطلان الصوم أي: فساده معناه الخروج من العبادة وعدم الاعتداد بالصوم، وهو إما أن يكون في نهار رمضان أو في غيره، فإن كان في غير نهار رمضان؛ فلا يلزمه الاستمرار في صوم باطل، سواء كان صومه تطوعا أو واجبا كالقضاء؛ لإنه وإن فعل ذلك يتعب نفسه في غير طاعة الله، وإن بطل صومه في نهار رمضان خاصة؛ فهو إما أن يكون ممن أباح الله له الفطر في نهار الصوم كالمريض والمسافر والحائض، فلا يلزمه الإمساك بقية اليوم؛ لأن الله قد أحل له الفطر في نهار رمضان، لكن الأفضل في حقه الاستتار عن أعين الناس؛ لئلا يقع في الشبهة كما أن المتبادر إلى الناس عدم العذر، وإما أن يكون ممن لا عذر له في الفطر فيلزمه الإمساك بقية اليوم مراعاة لحرمة نهار رمضان؛ لأن الله أوجب عليه الصوم، ولا عذر له في الإفطار، لكنه لما أفطر بلا عذر لزمه قضاء ذلك اليوم، وإنما لزمه الإمساك بقية اليوم لحرمة الوقت؛ لأن الإفطار في نهار رمضان بلا عذر يعد معصيه، والاستمرار في الفطر بقية النهار يعد استمرارا في المعصية.

## الإفطار في صوم النفل
إذا كان الصوم نافلة؛ فله الفطر، له الفطر مطلقًا، لكن الأفضل ألا يفطر إلا لأسباب شرعية، مثل: شدة الحر، مثل: ضيف نزل به، مثل: جماعة لزموا عليه يحضر ... زواج أو غيره يجبرهم بذلك؛ فلا بأس، النبي صلى الله عليه وسلم: أتى بيت عائشة ذات يوم فقال: هل عندكم شيء؟ قالوا: لا. قال: فإني إذًا صائم ثم أتى في يوم آخر، فقال: هل عندكم شيء؟ قالوا: نعم. فقربوه إليه، فأكل، وقال: لقد أصبحت صائمًا فأكل -عليه الصلاة والسلام- فالأمر فيه سعة، لكن الأفضل له أن يتم الصوم إذا كان ما هناك سبب واضح، هذا الأفضل، نعم.